# Zorzines echigoensis
Zorzines echigoensis är en fjärilsart som beskrevs av Inoue 1982. Zorzines echigoensis ingår i släktet Zorzines och familjen nattflyn. Inga underarter finns listade i Catalogue of Life.